# Mile One Centre
Mile One Centre é uma arena em St. John's, Terra Nova, Canadá. Fundada em 2001, tem capacidade para 7 mil espectadores.